# Садовский, Вадим Николаевич
Вади́м Никола́евич Садо́вский (15 марта 1934, Оренбург — 28 октября 2012, Москва) — советский и российский философ. Доктор философских наук, профессор.

## Биография
Окончил философский факультет МГУ (1956), аспирантуру по кафедре философии МОПИ (1960). Кандидат (1964), доктор философских наук (1974), профессор (1985), действительный член Международной академии информационных процессов и технологий.
В 1950-х — первой половине 1960-х годов — активный участник семинаров Московского методологического кружка.
Работал в Институте философии АН СССР (РАН), редакции журнала «Вопросы философии» (с 1967 года), Институте истории естествознания и техники РАН.
С 1984 года — заведующий отделом Института системного анализа РАН. Одновременно с 1993 года заведующий кафедрой философии, логики и психологии Московского института экономики, политики и права.
С 1979 года заместитель главного редактора ежегодника «Системные исследования. Методологические проблемы» (член редколлегии с 1969 года).

## Основные труды
- О принципах исследования систем. (В соавт. с В. А. Лекторским) // Вопросы философии, 1960. № 8.
- Дедуктивный метод как проблема логики науки // Проблемы логики научного познания. М., 1964.
- Системный подход: предпосылки, проблемы, трудности. (Совм. с И. В. Блаубергом и Э. Г. Юдиным). М.,1968.
- Основания общей теории систем. Логико-методологический анализ. М., 1974.
- Systems theory. Philosophical and methodological problems.(Совм. с И. В. Блаубергом и Э. Г. Юдиным). М., 1977.
- Логико-методологический анализ правдоподобности научных теорий. // Вопросы философии, 1979. № 9.
- Философия науки в поисках новых путей. // Идеалы и нормы научного исследования. Минск, 1981.
- О философско-методологическом анализе научного прогресса. // ФН. 1981. № 5.
- Модели научного знания и их философские интерпретации. // Вопросы философии, 1983. № 6.
- Systems approach to systems analysis. (Совм. с И. В. Блаубергом и Э. М. Мирским) // Rethinking of systems analysis. Oxford, 1984.
- Historical sourses of Popper’s logic of science. // Logic, Methodology and Philosophy of Science VII. Amsterdam, 1986.
- Аналитическая философия или аналитические философии? // Вопросы философии, 1988. № 8.
- Предисловие. Комментарии. (В соавт.) // А. А. Богданов. Тектология. Всеобщая организационная наука. Кн. 1 и 2. М.,1989.
- Philosophical and methodological foundations of System theory. //A science for goal formulation. N.Y., 1991.
- К целостной концепции искусственного интеллекта. // Искусственный интеллект и проблемы организации знаний. Сборник трудов ВНИИСИ. Вып. 8. М., 1991
- Философия в Москве в 50-е и 60-е годы. // Вопросы философии, 1993. № 7.
- Смена парадигм системного мышления. // Системные исследования. Методологические проблемы. Ежегодник 1992—1994. М., 1996. С. 64-78.
- Alexander Alexandrovich Bogdanov and «Tektology». // Bogdanov’s Tektology. Book 1. Centre for Systems Studies Press, Hull, United Kingdom, 1996. PP. III—XXIX (в соавт. с В. В. Келле).
- From Empiriomonism to Tektology. // Alexander Bogdanov and the Origins of Systems Thinkings in Russia Ashgate, Aldershot, Brookfield USA, Singapore, Sydney, 1997. PP. 43-54.
- Проблематика и методы социальной информатики. // Системные исследования. Методологические проблемы. Ежегодник 1997. М., 1997. С.80-92 (в соавт. с В. Б. Бритковым).
- Построение web-сервера для периодических изданий на материале ежегодника «Системные исследования» // Системные исследования. Методологические проблемы. Ежегодник 1997. М., 1997. С.313-323 (соавт. — Н. Е. Емельянов, В. А. Тищенко, И. Б. Чернышева).
- Эмпириомонизм А. А. Богданова: забытая глава философии науки. // Философия не кончается… Из истории отечественной философии. XX век. 1920-50 годы. Под ред. В. А. Лекторского. М., РОССПЭН, 1998. С. 327—349.
- Системная концепция А. А. Богданова. // Системные исследования. Методологические проблемы. Ежегодник 1998. Ч.I. М., 1999. С.7-31.
- Эволюционная эпистемология на рубеже XX и XXI веков (Вступительная статья) // Эволюционная эпистемология и логика социальных наук. Под ред. В. Н. Садовского. М., 2000. С. 3-51.
- Становление и развитие системной парадигмы в Советском Союзе и в России во второй половине XX века. // Системные исследования. Методологические проблемы. Ежегодник 1999. М., 2001. С.7-36.
- 52 статьи по проблемам философии науки и методологии системных исследований в изданиях: «Новая философская энциклопедия». В четырёх томах. Научно-редакционный совет: Степин В. С., Гусейнов А. А., Семигин Г. Ю., Огурцов А. П. М.: Мысль, 2000—2001; Философский словарь. Под редакцией Фролова И. Т. Издание седьмое. М.: Республика, 2001.
- Общая теория систем Л.фон Берталанфи: некоторые итоги полувекового развития. // Субъект. Познание. Деятельность. М., Канон+, 2002. С. 633—646.
- Опыт реконструкции философских теорий и концепций Карла Поппера. // Личность, познание, культура. М., МПГУ, 2002. С.62-75.
- Системное мышление и системный подход: истоки и предпосылки социальной информатики. // Социальная информатика: основания, методы, перспективы. М., 2003; 2-е изд. 2006. С.14-27 (в соавт. с В. В. Келле).
- Актуальные проблемы социальной информатики. // Социальная информатика: основания, методы, перспективы. М., 2003; 2-е изд. 2006. С. 48-62 (в соавт. с В. Б. Бритковым).
- Электронный каталог журнала «Вопросы философии» (1947—2002) // Вопросы философии, 2003, № 1. С. 135—152 (в соавторстве).
- Философия науки XXI века: что целесообразно заимствовать и от чего следует отказаться. Статья I: Эволюционные концепции эпистемологии и философии науки. // Системные исследования. Методологические проблемы. Ежегодник 2001. М., 2003. С.7-28.
- Эмпириомонизм А. А. Богданова: опыт прочтения спустя столетие после публикации // Вопросы философии. 2003. № 9. С. 92-109.
- Становление философии науки и системного подхода в России во второй половине XX века. // Вопросы философии. 2004. № 1. C.99-109.
- Людвиг фон Берталанфи и развитие системных исследований в XX веке // Системный подход в современной науке (К столетию Людвига фон Берталанфи). Отв. редакторы: Лисеев И. К., Садовский В. Н. М., Прогресс-Традиция, 2004. С. 7-36.
- Интеллектуальный блеск и творческие трудности раннего Щедровицкого // Кузнецова Н. И. (ред.). Познающее мышление и социальное действие (наследие Г. П. Щедровицкого в контексте отечественной и мировой философской мысли). — М., 2004. — 544 с. ISBN 5-8125-0415-6
- Карл Поппер и Россия. — М. : УРСС, 2002. — 275, [3] с. : портр. ISBN 5-8360-0324-6